# Radzinski
Radzinski [radzínski] je priimek več osebnosti (angleško Radzinsky, belorusko Радзінскі, rusko Радзи́нский).
- Aleksander Mikalajevič Radzinski (*1978), beloruski hokejist.
- Edvard Stanislavovič Radzinski (*1936), ruski zgodovinar, dramatik, pisatelj, pripovednik in televizijski voditelj.
- Tomasz Radzinski, kanadski nogometaš.
- Viktor Jevsejevič Radzinski (*1947), ruski zdravnik.